# هاريسون راسيل
هاريسون راسيل (بالإنجليزية: Harrison Russell)‏ هو مدرب كرة سلة أمريكي، ولد في 27 نوفمبر 1881 في بيتون في الولايات المتحدة، وتوفي في 1968.